# Microsorum insigne
Microsorum insigne är en stensöteväxtart som först beskrevs av Bl., och fick sitt nu gällande namn av Edwin Bingham Copeland. Microsorum insigne ingår i släktet Microsorum och familjen Polypodiaceae. Inga underarter finns listade.